# 妖怪百姫たん!
『妖怪百姫たん！』（ようかいひゃっきたん）は、マイネットグループのマイネットゲームスより配信されていたスマートフォン用ゲームアプリ。ジャンルは妖怪憑依RPG。2014年11月11日にiOS版、同年12月10日にAndroid版がサービス開始された。基本プレイ無料（アイテム課金制）。配信当初はKADOKAWAの運営であったが、2016年9月26日にマイネットゲームスへと運営が移行された。
2021年2月26日をもってサービスを終了した。

## ストーリー
あらゆるものに妖怪が宿る世界。だが、「利器土（リキッド）」なる機械軍団が妖怪を滅ぼすべく侵略を始めた。
あるとき、少年は猫又と出会い、「あるじ」として妖怪たちを救う旅に出た。

## ゲームシステム

### 戦闘
本作のユニットにあたる妖怪たちは、それぞれ攻撃ゲージと憑依ゲージ、妖術ゲージが設定されている。
攻撃ゲージ
満タンになると、妖怪が敵に猛攻することができる。
憑依ゲージ
瀕死状態になると満タンになり、他の妖怪を憑依させて合体させることができる。
妖術ゲージ
妖術を使うためのゲージで、満タンになると妖術を発動させることができ、妖術を発動させると短時間の間に連続攻撃を行うことができる。

### 育成
本作は、妖怪に他の妖怪を合魂（吸収）させて育成するという方式をとっており、成長するごとにレアリティも上がる。
戦闘で手に入れた素材は鱗・羽・人形・毛・甲の5種類あり、これらを配合することで新たに妖怪を召喚することができるほか、プレイヤーの本拠地であるお屋敷内の施設の強化にも役立つ。
また、これらの素材とは別に霊玉というアイテムも存在し、妖怪の召喚や戦闘のコンティニュー、屋敷の強化にも利用できる。

## 期間限定イベント
「妖怪百姫たん！」×「のんのんびより りぴーと」
2015年9月に開催。『のんのんびより りぴーと』の登場人物たちが本作の世界に迷い込むというストーリーになっている。
2016年3月に復刻開催。
2017年11月に開催。最初と復刻のコラボとは異なる新規ストーリー。続編といっていいが知らなくても問題ない。
「妖怪百姫たん！」×「ハッカドール」
2015年11月に開催。
2016年3月に復刻開催。
2017年7月に復刻開催。
「妖怪百姫たん！」×「おしえて! ギャル子ちゃん」
2016年7月に開催。
「妖怪百姫たん！」×「怪フォーラム2016inとっとり」
2016年9月に開催。
「妖怪百姫たん！」×「三国インフィニティ」
2016年9月に開催。
「妖怪百姫たん！」×「神姫覚醒メルティメイデン」
2016年10月に開催。
「妖怪百姫たん！」×「ドラゴンジェネシス -聖戦の絆-」
2016年10月に開催。
「妖怪百姫たん！」×「三国志乱舞」
2016年11月に開催。
「妖怪百姫たん！」×「妖怪道中記」
2017年1月に開催。
「妖怪百姫たん！」×「感染×少女」
2017年5月に開催。
「妖怪百姫たん！」×「源平討魔伝」
2017年6月に開催
「妖怪百姫たん！」×「ディスガイア D2」
2017年8月に開催

## 開発
本作のプロデューサーは小菅量平が務めた。

### マイネットゲームスへの運営移行
2016年9月26日、本作の運営元がKADOKAWAからマイネットゲームスへと移行された。
引継ぎにあたり、移行期間中はKADOKAWAエンターブレインとマイネットが共同で作業した。
運営移行後、マイネットゲームスはユーザーがより遊びすくするための改善を施したほか、既存の妖怪を主役に据えた「妖怪百姫譚」という期間限定イベントを実施した。
マイネットゲームスは既存の妖怪のキャラクター性の掘り下げを重視し、新しい妖怪はストーリーの展開を考慮したうえで事前にシナリオライターと相談してから登場させる方針をとった。
キャラクターデザインはKADOKAWA運営時から参加しているデザイナーが継続して担当した。

## メディアミックス

### 漫画
妖怪百姫たん! 〜ゆけむり異聞録〜
ファミ通コミッククリアより2015年1月29日より連載。作画は海産物、とよだたつき。

### CD
妖怪百姫たん! 百姫音盤〜イメージソング&サウンドトラック〜
ティームエンタテインメントより2015年2月25日に発売。音楽はPolyphonicBranchが担当。

### 小説
妖怪百姫たん! 〜帝都騒乱編〜
ファミ通文庫より2015年3月30日に発売。著者は櫂末高彰、挿絵はom。

## 反響
本作のキャラクターデザインは好意的に受け入れられ、特にナビゲーションキャラクターである「猫又」に人気が集まった。